# Пентаборан
Пе́нтабора́н — неорганічна бінарна сполука ряду бороводнів складу B5H9. За звичайних умов є безбарвною, легкозаймистою рідиною із запахом часнику. Пентаборан розчинний у бензені та циклогексані. Надзвичайно токсичний. 

## Отримання
Пентаборан можна отримати пропусканням за зниженого тиску суміші диборану та водню у співвідношенні 1,5:1 через розігріту до 250 °C трубку (час реакції 3 с., вихід — 70 %). Іншим способом є піроліз диборану протягом 2,5 днів.

## Хімічні властивості
При контакті з повітрям пентаборан може самозайматися з виділенням тепла великої кількості тепла:
{\displaystyle \mathrm {2B_{5}H_{9}+12O_{2}\rightarrow 5B_{2}O_{3}+9H_{2}O\!} }
Пентаборан виявляє сильні кислотні властивості. Він може утворювати комплекси з літійорганічними сполуками:
{\displaystyle \mathrm {B_{5}H_{9}+C_{4}H_{9}Li\rightarrow Li[B_{5}H_{8}]+C_{4}H_{10}\!} }

## Застосування
Пентаборан в минулому використовувався як ракетне паливо, однак висока токсичність та вибухонебезпечність його сполук призвели до відмови від його використання.